# Nesolynx thymus
Nesolynx thymus is een vliesvleugelig insect uit de familie Eulophidae. De wetenschappelijke naam werd voor het eerst geldig gepubliceerd in 1916 door Girault.